# Георгий VIII
Георгий VIII, также известен как первый царь Кахетии Георгий I (груз. გიორგი VIII; გიორგი I, 1417—1476), фактически последний царь объединённой Грузии (1446—1466), царь Кахетии (под именем Георгия I) 1466—1476. Сын царя Александра I Великого и его второй супруги Тамары, дочери царя Западной Грузии (Имерети) Александра I Имеретинского. Из династии Багратионов.

## Биография

### Происхождение
Георгий родился между 1415 и 1417 годами, он был третьим сыном Александра I Грузинского. Его мать, Тамара, была второй женой Александра I и дочерью царя Имеретии, Александра I Имеретинского. Он получил образование при царском дворе вместе со своими старшими братьями, Вахтангом и Деметре. Его отец добился многих успехов во время своего правления, в том числе захватил Лори в 1431 году. Затем он централизовал свое царство и попытался усилить свой контроль над Грузинской Православной Церковью; он подготовил своего сына Давида, брата Георгия, как будущего католикос-патриарха всея Грузии.

### Как один из соправителей отца

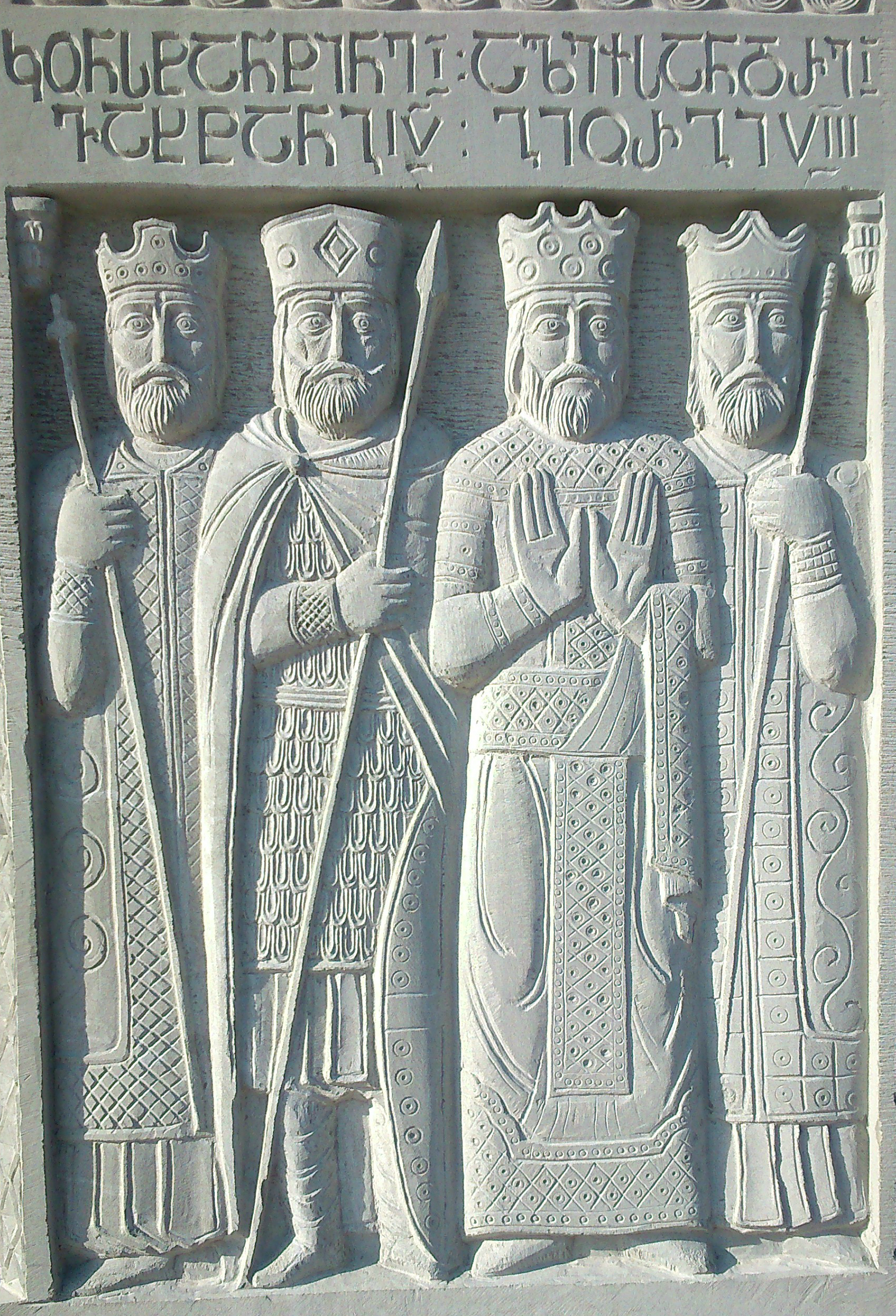
Монархи Грузинского царства: слева-направо, Константин I, его сын Александр I Великий, сыновья Александра цари Вахтанг IV и Георгий VIII.

В 1430-х годах Александр I Грузинский начал программу централизации царства; он наказал крупных феодалов, которые все еще были непокорны. Впоследствии он конфисковал территории многих из них и в 1433 году решил назначить соправителями своих четырех сыновей: Вахтанга, Деметре, Георгия и Заала. По мнению историка Кирилла Туманова, царь был вдохновлен византийской системой делегировать свою власть сыновьям и доверил им ежедневное управление царством. Он также поддерживал военную экспансию царства, а также восстановление многочисленных городов, разрушенных вследствие войн, длившихся в Грузии столетиями.
Каждый из соправителей послал своего представителя в грузинскую делегацию, которая принимала участие в Феррарском соборе в 1438 году, а затем во Флоренции в 1439 году, двух экуменических ассамблеях под председательством папы Евгения IV. Царь позволил своим сыновьям быть представленными в двух советах, чтобы уравновесить представительства Мегрельского и Самцхийского княжеств, которые хотели получить поддержку от Рима, чтобы стать независимыми.
В 1439 году Александр I тяжело заболел, и его сыновья взяли на себя управление царством.  Однако, несмотря на отсутствие надежды у врачей, он восстановил здоровье в 1440 году, но оказался с царским двором, который он не мог контролировать. Крупные феодалы при дворе поощряли раскол внутри семейства Багратионов; сыновья царя стали более самостоятельными, и отказались подчиняться его приказам, отчасти лоббируя хитросплетенные интриги князей. Это разделение стало особенно серьезным, когда царский совет не смог договориться о стратегии защиты от вторжения правителя Кара Коюнлу, Джаханшаха, который в конечном итоге убил почти две тысячи грузин.
В 1442 году Александр больше не контролировал свое царство перед лицом амбиций своих сыновей и отрекся от престола после тридцатилетнего правления; он удалился в монастырь, где принял имя Афанасий. Перед выходом в отставку он устроил свадьбу Георгия VIII с принцессой Нестан-Дареджан, дочерью его дяди Баграта. Трон был зарезервирован за его старшим сыном, Вахтангом IV, в то время как остальные поделили царство между собой. Юный царевич Заал Багратиони умер в 1442 году в возрасте 14 лет при невыясненных обстоятельствах, а Александр I умер в 1446 году.

## Царь Грузии

Рукопись Георгия VIII.

С момента своего восшествия на престол Георгию VIII пришлось столкнуться с сепаратистскими амбициями грузинских феодальных образований, таких как Мегрелия, Гурия и Самцхе, которые уже проводили собственную военную и дипломатическую политику.
Хотя официально он правил как суверен над всей Грузией, ее контроль де-факто был ограничен территорией Картли. В 1447 году в Самцхе вспыхнула гражданская война, когда атабек Агбуга II Джакели, получавший поддержку от царского двора, был свергнут своим братом Кваркваре II Джакели. Агбуга II нашел убежище в Тбилиси, столице еще единого Грузинского царства, и продолжал оставаться признанным правителем своей провинции вплоть до своей смерти в 1451 году. Когда он умер, царь, убежденный восставшими, предложил брату титул атабека и его признание, но это не изменило напряженных отношений между королевством и его вассалом.
Кваркваре II, правивший тогда как автономный правитель, проводил политику полного отделения от грузинской короны.  Он конфисковал Вардзию и царские имения и провозгласил автокефалию Самцхийской Православной Церкви с помощью греческого митрополита, к которому было направлено духовенство Иерусалима и Антиохии. Вскоре имена Георгия VIII и его брата, Католикос-патриарха всея Грузии Давида (II) были исключены из  молитв, а Кваркваре повысил своего епископа Атскури до статуса патриарха, тем самым организовав раскол в Церкви. Согласно 31 апостольскому правилу, поставленный Кваркваре католикос должен был извергнуться из сана (предание анафеме) за участие в расколе против Церкви.
В ответ Католикос Давид II (Багратиони) отлучил от церкви священников, признавших эту автокефалию, и организовал бойкот поместных церквей для грузин Самцхе. Опасаясь финансового кризиса, епископ Атскури отказался от проекта автокефалии и снова был хиротонисан в епископа в Мцхете, раскаявшись; это стало признаком стратегического поражения сепаратистов.
В 1452 или 1453 году брат Георгия, Деметре, погиб в результате несчастного случая на охоте, и Георгий VIII, таким образом, стал единственным монархом Грузии. Сын его умершего брата, царевич Константин, находился под покровительством царя, который обучал его военному искусству.

## Подготовка к крестовому походу
Падение Константинополя изолировало Грузию от любых контактов с европейцами. Они, в свою очередь, столкнулись с новой геополитической реальностью: приход к власти османского султана Мехмеда II мог создать нового общего врага для католиков.  Это резкое изменение ситуации на границах заставило различных дворян и грузинских правителей образовать кажущееся единство. В 1459 году было подписано перемирие между Грузией и Самцхе. Тогда царь Георгий увидел возможность выступить против мусульман и стать центром возможного крестового похода.

### Организация крестового похода
В 1452 году папа Николай V приступил к осуществлению проекта по завоеванию Константинополя, но его смерть в апреле 1455 года положила конец его планам. В 1456 году Лудовико да Болонья, апостольский нунций нового папы Каликста III, прибыл в Грузию, чтобы представить в Рим полный отчет о царстве и Грузинской православной церкви; он отметил благочестие его жителей, а также серьезную ситуацию, вызванную гражданскими конфликтами в регионе.  После этого сообщения Святой Престол обратился к Георгию VIII с просьбой отправить посольство в Европу, и в сентябре 1459 года преемник Калиста III, папа римский Пий II, организовал публичный призыв к новому крестовому походу против османов.
Начиная с ноября, началось регулярное общение между Георгием VIII, Кваркваре II, Пием II, дожем Венеции Паскуале Малипьеро и герцогом Филиппом III Бургундским.
Грузины надеялись мобилизовать в общей сложности 120 000 солдат (или 140 000 по некоторым источникам) в рамках этого крестового похода; 40 000 из Грузии, 30 000 из Трапезундской империи (в то время находившейся под грузинским покровительством), 20 000 армян, 20 000 из Самцхе и 10 000 из Мегрелии.

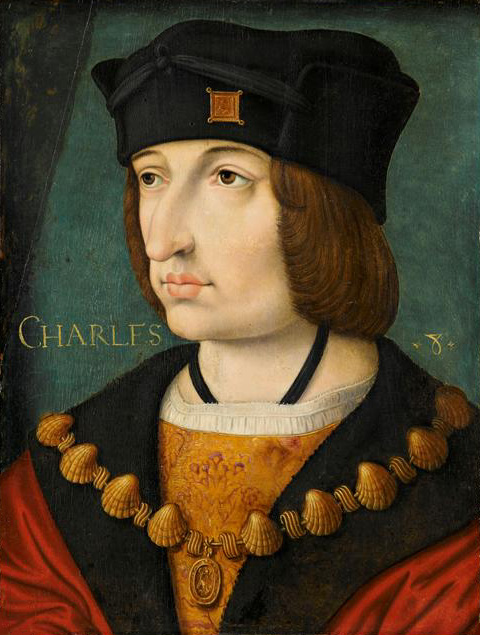
Карл VII, король Франции (1483-1498).

Ожидались и другие пожертвования от Гурии, а также 30 кораблей из порта Анакопия и отряд Узун Хасана, которые претендовали на османский город Бурсу.  Царь также разработал план этой возможной кампании: грузинские войска должны были вторгнуться в Анатолию с контингентом под командованием Кваркваре II, который должен был наступать на Палестину, в то время как европейцы должны были открыть еще один фронт в Греции.
В 1460 году большое посольство грузин, армян, трапезундцев и персов во главе с епископом Тбилисским Николаем и и мегрельской стороной прибыло в Европу и встретилось в Вене с императором Священной Римской империи Фридрихом III.  В Венеции был принят сенатом Серениссимы, прежде чем отправиться во Флоренцию для участия в церковном совете.  В декабре 1460 года в Риме грузины встретились с Пием II, который допустил ошибку, назвав Георгия VIII «царем персов», а князя Баграта из Самокалако — «царем иберов».  Из Рима папа отправил посольство по всей Европе, чтобы обеспечить военную помощь.
В мае 1461 года делегация прибыла в Париж для встречи с королем Франции Карлом VII, но он был болен и не смог принять решение такой важности.  В Сент-Омере грузины встретились с Филиппом III Бургундским, но он не решался начать крестовый поход, так как опасался за судьбу своего герцогства во время его отсутствия.  В Генте они встретились с представителями бургундской знати, но не смогли убедить их в преимуществах этой войны.  15 августа они вернулись в Париж для участия в коронации Людовика XI Французского, но монарх отказался от какой-либо военной кампании, поскольку столкнулся с рядом внутренних проблем. Крестовый поход провалился, когда западные монархи отказались от участия.  Посольство покинуло Европу, произнеся такие слова:
Поскольку Европа не смогла воспользоваться подходящим моментом, она увидит османов у ворот Вены.Салия Калистрат, Histoire de la nation géorgienne, страница 265

## Распад единого Грузинского Царства

Грузинские феодальные образования после распада единого Грузинского царства

Единство внутри грузинских государств исчезло после провала дипломатической миссии царя. Кваркваре II формально оставался подданным и соратником царя, но начал подстрекать князя Баграта из Самокалако к восстанию против грузинской короны. Будучи двоюродным братом Георгия VIII, местная знать не подозревала о его сепаратистских планах, но вскоре он был воодушевлен могущественной знатью Западной Грузии.
Помимо Самцхе, Баграт вступил в союз с Липаритом I Дадиани, Мамией Гуриели и князьями Абхазии и Сванетии, которых обещал освободить от центрального правительства.  Совместными усилиями повстанцы захватили множество крепостей в Имеретии в 1462 году, после чего Георгий VIII упразднил княжество Самокалако и решил вмешаться.
В 1463 году царь Георгий переправился через горный хребет Лихи и потребовал от Самцхе военной помощи, так как был убежден в их верности короне. Кваркваре II высадился в Имеретии со своими войсками, расположившимися лагерем, но далеко от зоны конфликта, и ждал, кто выйдет победителем. Эта реакция в целом рассматривалась как прямая помощь сепаратистам.
Георгий VIII и князь Баграт столкнулись в битве при Чихори, в ходе которой повстанцы нанесли решительное поражение центральным правительственным войскам. Царь отступил в сторону Картли и жестоко наказал знать, которую не считал достаточно лояльной.  Тем временем Баграт захватил Кутаиси, крупнейший город Западной Грузии, и был коронован царем Имерети как Баграт II Имеретинский, но его власть оставалась слабой даже в ее столице. Битва при Чихори положила начало падению Грузинского царства: его монархи больше никогда не будут контролировать всю страну вплоть до ее аннексии Российской империей в 1801 и 1810-х годах.

## Война против княжества Самцхе
Кваркваре II Джакели вновь приступил к осуществлению своих планов по обретению независимости от Грузии.  Вскоре он отчеканил свои собственные монеты в Ахалцихе и был назван «царем» (Мепе, მეფე) в своих указах, прежде чем объявить войну Георгию VIII.  Для осуществления этого плана ему помог Узун Хасан, которому удалось разбить царя в 1462 году, по некоторым источникам в 1461 или 1463 году, и занять область Лори. Этот союз обернулся против Кваркваре II, когда туркоманы опустошили и разграбили Самцхе во время его атаки.
После этого поражения царь решил взять реванш и воспользовался визитом Кваркваре II в Имеретию, во время которого он признал царя Баграта, чтобы вторгнуться в его владения.  Он получил поддержку большинства местной знати, которая опасалась самодержавного правления Кваркваре II и оккупировала регион без конфронтации.  Кваркваре II был вынужден временно укрыться у царя Имеретии.  Отсутствие царя в его владениях открыло двери для возвращения Узун Хасана в Грузию, и в 1463 году он послал своих генералов опустошать Картли.  Грузинское войско ринулось навстречу врагу, но было разбито захватчиками, в результате чего туркоманы опустошили Восточную Грузию.  Царство быстро утратило контроль над ситуацией, и восточные провинции Ширван, Арран и Мовакан перестали подчиняться Грузии.
Тем временем Кваркваре II вместе с войсками Баграта вернулся в Самцхе, чтобы вернуть свои владения.  Вернув себе Ахалцихе, он жестоко наказал местную знать и казнил многих его врагов. Дворянин Заза Панаскертели-Цицишвили нашел убежище при грузинском дворе и стал царским советником.  Впоследствии Кваркваре II воспользовался помощью князя Мамии Гуриели, чтобы отвоевать свои неверные провинции и предложил ему взамен территории Аджарии, укрепив феодальную раздробленность Западной Грузии.

### Покушение на Георгия VIII
В 1465 году на Георгия VIII было совершено покушение, в результате которого его верный придворный Иоатам Зедгинидзе, знавший о заговоре против своего царя, подставил свою жизнь ради него и скончался от множественных ударов мечом убийц ночью. Это произошло у озера Паравани, возле которого лагерем стояло войско царя Георгия. Вахушти Багратиони в «Жизнеописании Картли» писал, что царь Георгий не поверил Иотаму, поскольку «потому что бессмысленно было с их стороны предать царя». Когда верный царедворец не смог убедить праведного и невинного короля в предательстве своих лживых подданных, он предложил в ночь убийства лечь вместо него в постель, чтобы доказать злой умысел предавших царя феодалов. Эту историю подробно излагал царевич Алмасхан Багратиони, в одном из своих писем:
Словом все истинные сыны отечества должны подражать, столь известному в нашей стране Амилохорову. Это проишествие может быть стократно повествованно, столь оно редко и изящно.
Иотам Амилохоров узнав, что некоторые соумышленники вознамерились лишить жизни Царя Георгия VIII, находящегося в походе, приходить к своему Государю и открывает ему ковъ.

Положено было соумышленниками тайным образом войти к царю в его палатку и там умертвить его. Этот верный подданный почтен клеветником: Георгий не хочет ему верить и тем сам стремится в пропасть. Амилахоров соболезнует о недоверчивости Царя, предается непоколебимому своему усердию к его особе и предпринимает спасти его насчет своей жизни. Он уговаривает Георгия уступить ему в ту ночь свою постель и скрыться в толпе телохранителей. В полночь, вторгаются в Царскую Палатку изменники, и пресекают жизнь Амилахорова, надеясь поразить Георгия. Сей редкий слуга, получая смертоносные удары, не произнес ни одного слова, могучего открыть тайну его верности. Он усердствовал сколько к своему Государю, сколько и к отечеству, которое могло сделаться по смерти Георгия, жертвою беспорядков и мятежей.царевич Алмасхан (Вахтанг) Багратиони, записки царевича
Утром, когда царь вошёл в царский шатёр, его верный придворный лежал в луже собственной крови. Он оплакивал Иотама, взял в плен его врагов и «убил их всех». Царь Георгий благословил потомство Иотама, воздвигнув их в дворянство; позднее грузинской историографии они станут известны как князья Амилахвари, родовой герб которых указывал на жертву их предка ради царя. Мученик Иотам в последствии был прославлен Грузинской Православной Церковью как святой, день памяти по новому стилю — 12 ноября (30 октября).

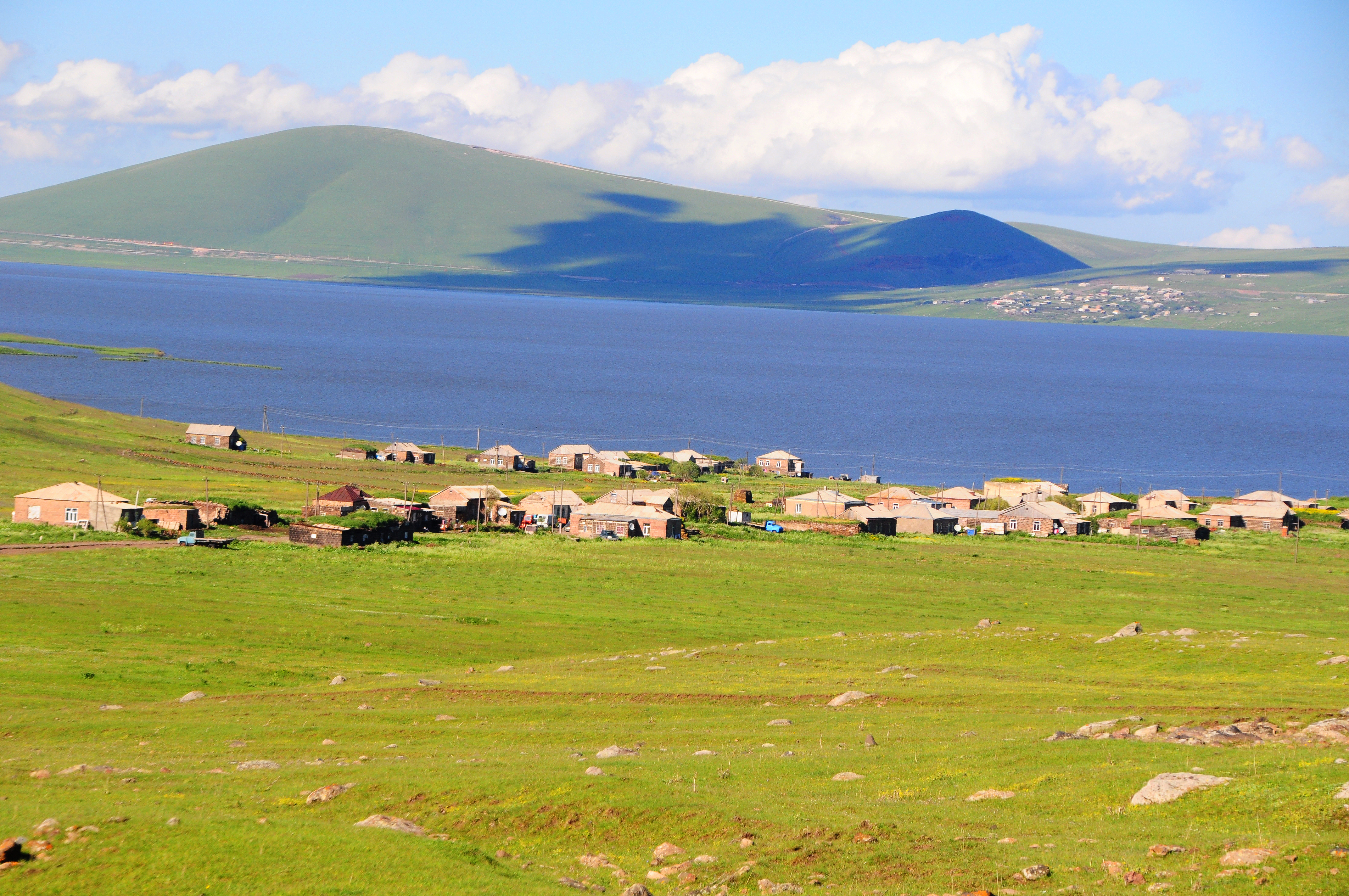
Озеро Паравани, Грузия

### Битва у озера Паравани и пленение
На следующий день после покушения на царя разразилось сражение с князем Самцхе около озера Паравани. Во время битвы царские войска одерживали победу, но Кваркваре II удалось окружить их позиции. Царь был окружен, и схвачен вместе с остальной стражей. Константин, его племянник, сумел бежать и принял командование армией, но был вынужден отступить на север, прежде чем был осажден в Гори Кваркваре II, после чего он нашел убежище в Западной Грузии. Георгий VIII был заключен в тюрьму в Ахалцихе, что ознаменовало конец его правления в качестве единого царя Грузии.

## Освобождение из плена и отъезд в Кахетию
Без центральной власти ситуация в царстве серьезно деградировала. Поскольку Константин нашел убежище в Западной Грузии, трон стал вакантным после пленения Георгия VIII.  Царь был заложником Кваркваре II Джакели до первых месяцев 1466 года.  В феврале 1466 года Баграт II Имеретинский прибыл со своим войском в грузинскую столицу и, предложив два крестьянских села Католикос-Патриарху Давиду, был коронован царем Грузии под именем Баграта VI Грузинского, свергнув пленного монарха.  Новый царь теперь контролировал большую часть Грузии, за исключением провинции Кахетия, которая восстала против его самодержавного правления и назначила благородного Давида из Дидоети региональным правителем.
Кваркваре II опасался растущей власти нового грузинского монарха Баграта, несмотря на то, что поддерживал его возвышение.  Для Самцхе стабильность в Грузии была угрозой сепаратистским амбициям дома Джакели, независимо от того, какой монарх был на троне.  Кваркваре II заключил соглашение со свергнутым царем, последний обещал простить измену Самцхе, обеспечить автономию Ахалцихе и отказаться от притязаний на Западную Грузию в обмен на свою свободу.  Малоизвестная версия добавляет, что он также был вынужден жениться на принцессе Тамар Джакели, дочери Кваркваре II, хотя он все еще был женат на Нестан-Дареджан, которая проживала в Тбилиси.
Назначенный командующим армией Самцхе, он попытался вторгнуться в Картли в 1466 году, но встретил лишь широкое сопротивление со стороны местной знати, которая опасалась его мести в случае возвращения к власти. Потерпев поражение при Картли, он отправился с Кваркваре II и его войсками в Кахетию, которая затем находилась под контролем Давида из Дидоети, этой провинции Восточной Грузии он получил поддержку мелкой знати, вероятно, как дань уважения своему предыдущему сроку на посту правителя этой провинции.  Вскоре он разбил его правителя, несмотря на его военную поддержку со стороны царя Баграта VI, и был изгнан в горные районы Кахетии, вынужденный оставаться в центре региона для укрепления своей власти и не сумев ее достичь.  Кваркваре II вернулся в Самцхе и провозгласил свою независимость, а Георгий VIII остался в Кахетии, что усугубило разделение Грузии.

## Царь Кахетии

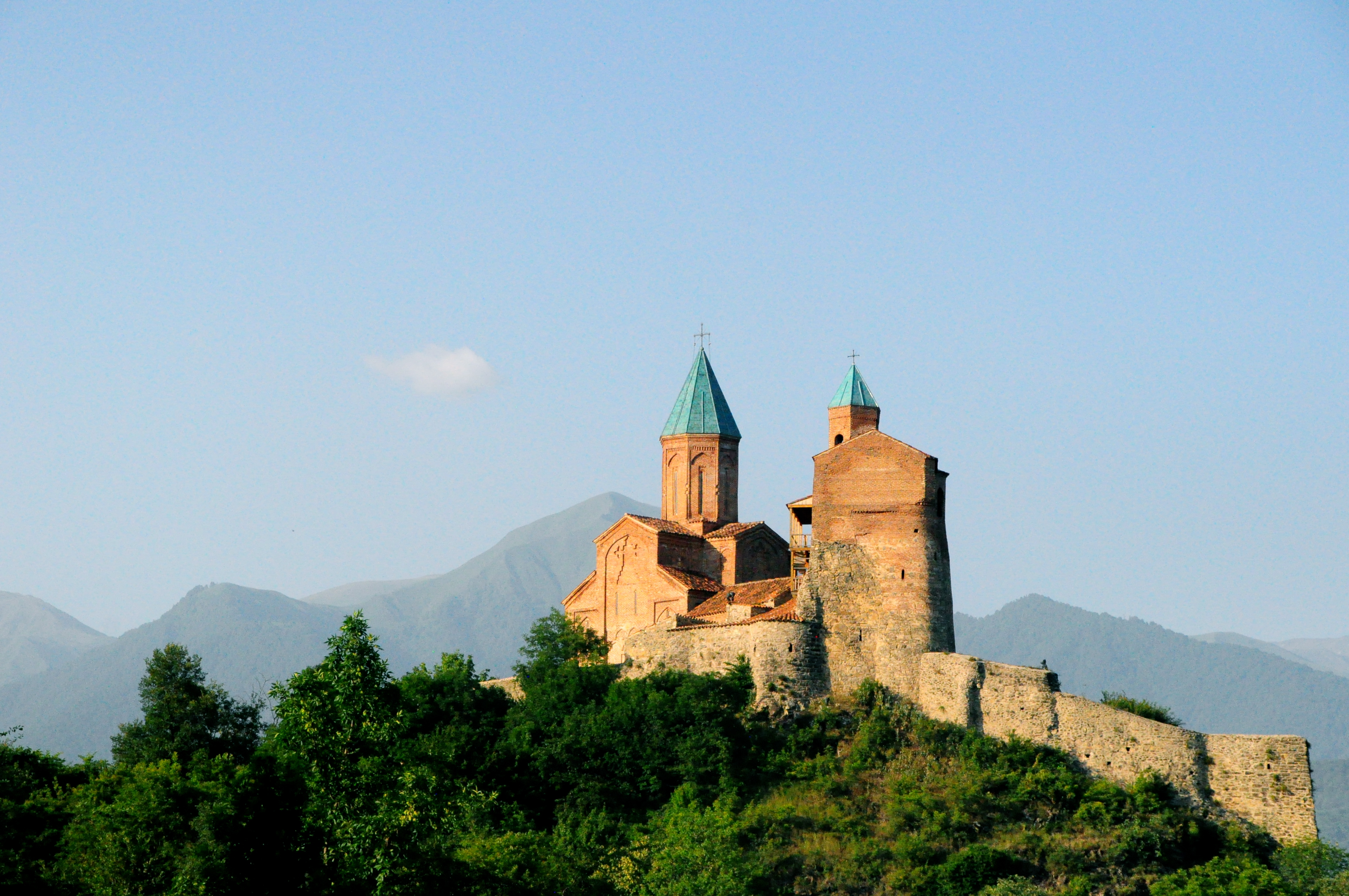
Греми, столица Кахетинского царства и родина последующих кахетинских царей.

В 1465 году Георгий был коронован царем Кахетии в монастыре Бодбе, как Георгий I, однако, он боролся за признание своей власти во время своего восшествия на престол, и, несмотря на его признание в качестве монарха горной провинцией Давида Дидоети в обмен на его свободу, другие северные народы формально остались в подчинении Грузинского царства.  Таким образом, Хевсурети, Тушетия и Пшави только назначили его правителем Кахетии, и только после соглашения с Багратом VI эти провинции вошли во владения Георгия I.
Столкнувшись с знатью, враждебно настроенной к идее независимости Кахетии, он заключил ряд союзов с крестьянским классом, лордами низшей знати и своим бывшим врагом Багратом VI. С последним он согласился на военное партнерство около 1467 года, чтобы помочь ему в конфликте, который он вел против Константина, его бывшего протеже, который также претендовал на грузинскую корону, в обмен на признание Кахетии в качестве независимого царства.  Оба царя вторглись в Картли и изгнали ее из центральной Грузии, что позволило Баграту VI вернуть Тбилиси и свою корону.  Впоследствии был послан отряд царских войск, чтобы захватить в плен упрямых дворян Кахетии и помочь Георгию I укрепить свою власть.
После попытки восстания с целью возведения на трон Давида Дидоетского в 1470 году, Георгий I предпринял попытку реформировать систему правления Кахетии, чтобы положить конец власти знати. Он упразднил полуавтономные герцогства и основал ряд префектур, в том числе Кизики, Элиссени, Цухети, Дидоети, Тианети, Чиаури, Шилда, Кварели, Марткопи, Греми и Панкиси.
Во главе их стоял назначенный царем моурав, который отвечал за сбор налогов и доставку их в столицу Греми. Эти префекты регулярно менялись, упраздняя власть наследственной знати. Впоследствии он организовал военную реформу, разделив царство на четыре округа под названием Садрошо, каждый из которых имел свои войска во главе с епископом, назначенным царем, что сильно отличалось от Западной Грузии, где войсками командовали могущественные наследственные князья.
Он также повысил игумена монастыря Алаверди до епископского сана, предложил ему епархию и поставил во главе других региональных епископов. В то время как Кахетия продолжала признавать верховенство Грузинской православной церкви, реформа превратила провинцию в автономный регион в составе Католикосата. Город Греми был повышен до статуса столицы, а король расширил и укрепил город и отменил автономию провинции, а также название Херети.  Эти реформы сумели сохранить мир и стабильность в королевстве на протяжении десятилетий, устранив большую проблему мятежной знати, с которой Картлийское и Имеретинское королевства приходилось сталкиваться вплоть до XVIII века.
На международном уровне ситуация в Кахетии, которая граничила с Ак-Коюнлу, продолжала оставаться более сложной. Узун Хасан вскоре вторгся в царство и опустошил провинции Херки, Сагурамо, Марткопи и Тианети, а Георгий I был вынужден платить ему ежегодную дань. В 1470-х годах он отказался помочь своему соседу Картли, когда туркоманы опустошили регион и добились мира для своего королевства дипломатическим путем.  По словам Вахушти из Картли, он провел свои последние годы в тщетных попытках отвоевать остальную Грузию.

### Смерть
Царь Георгий I умер в 1476 году.
Ему наследовал его сын, Александр, который стал соправителем отца с 1460 года, трагически убитый его сыном, захватившим Кахетию Георгием II Безумным в 1511 году.

## Наследие

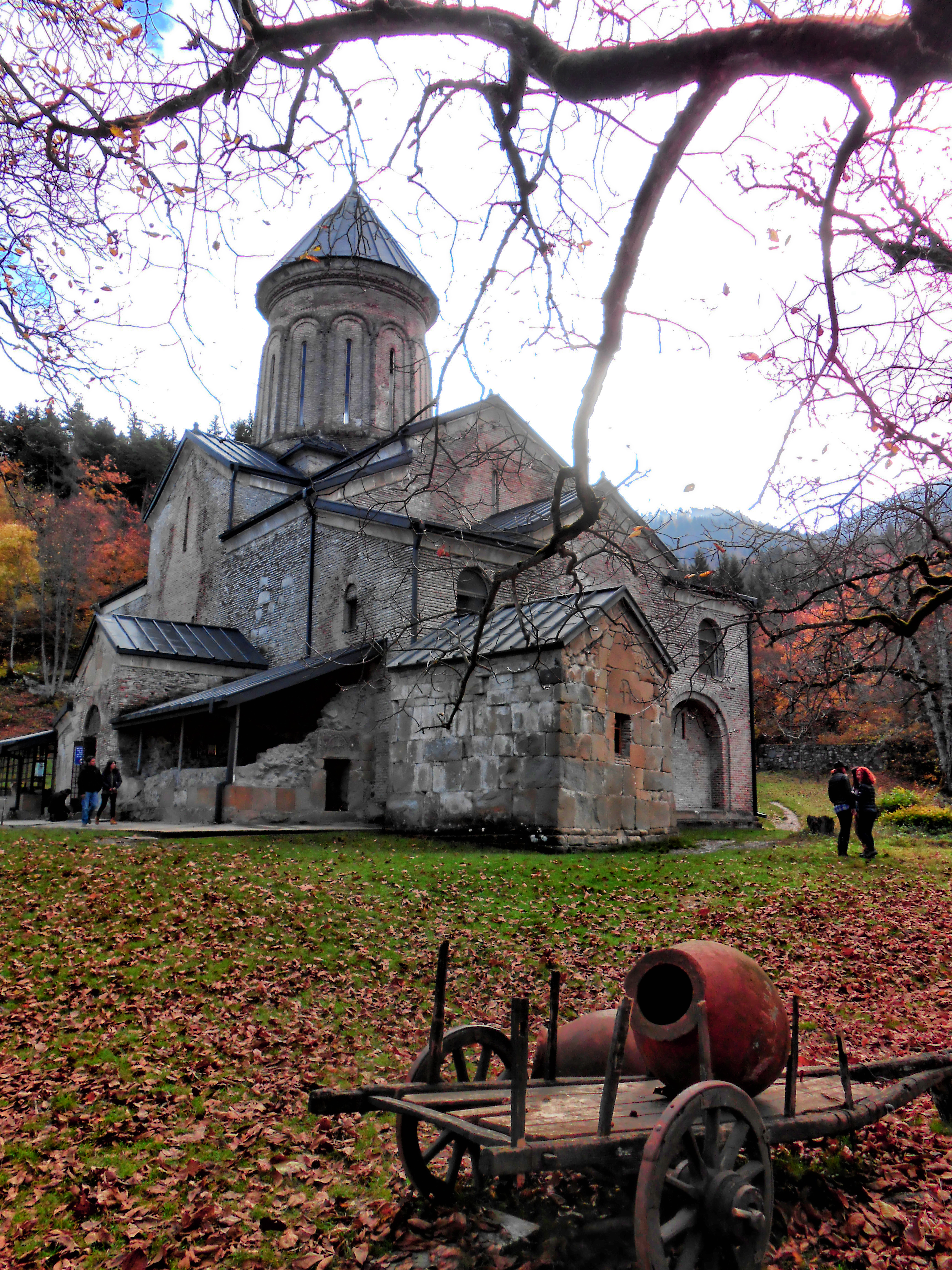
Монастырь Кинцвиси, Грузия

В культурном плане Георгий VIII был покровителем Зазы из Панаскерти, дворянина из Самцхе, который нашел убежище при царском дворе во время войны против Кваркваре II.  Заза стал автором медицинской книги «Карабадини», создателем Закавказского культурного центра в Мзоврети в Шида Картли и реставратором монастыря Кинцвиси.
В Иерусалиме царь назначил Бину Чолокашвили настоятелем монастыря Креста Господня; последний расширил влияние грузин на Святой Земле и изгнал францисканцев и армянских миафизитов из собора Святого Иакова в Иерусалиме.
Пещеры Вани также содержат культурное наследие, восходящее к войне грузинского триумвирата, которая в 1460-х годах привела к изгнанию многих мелких дворян из Самцхе: в небольшой пещерной церкви хранятся гравюры со стихами, написанными женами этих дворян.
Под покровительством Георгия VIII, Заза из Панаскерти переписывал учения богослова Иоанна Златоуста на грузинский язык.

## Семья и дети

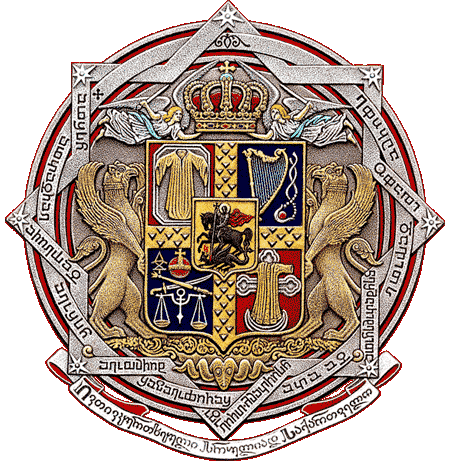
Герб царской линии кахетинских Багратионов

Георгий стал при жизни родоначальником Кахетинского царского дома.
Георгий был женат дважды: на Тамаре, дочери атабага Самцхе Кваркваре III Джакели (до 1445) и Нестан-Дареджан (до 1456).
В первом браке родились:
- Вахтанг, царевич, «провинциальный царь». Был женат на Гулкан N;
- Кетеван (Кристина), царевна. Была замужем за князем Вахушти Шаликашвили;
- Элена, царевна. Была замужем за Спиридоном Бээнашвили.

во втором браке родились:
- Александр I, царь Кахетии (1476—1511), предок ветвей Багратиони-Грузинских и Багратиони-Давитишвили;
- Мариам, царевна. Была замужем за сыном эристава Арагви Вамека Шабуридзе;
- дочь (имя неизвестно), была обручена с Византийским императором Константином XI и убита во время осады Константинополя в 1453 году.